# Piano-melodium

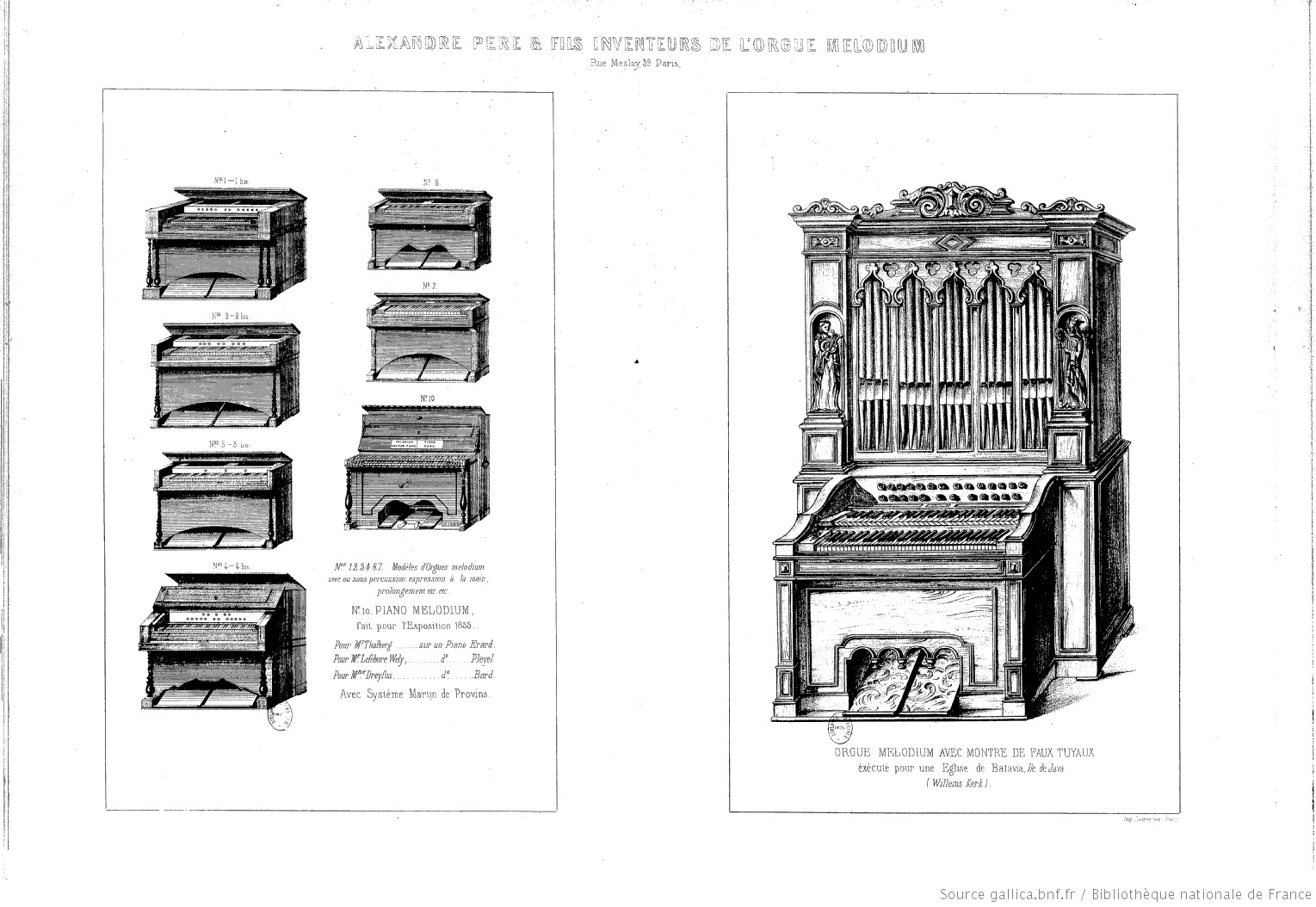
Illustrations d'orgues-mélodium et de piano melodium (image n^{o} 10) Alexandre Père et Fils pour l'Exposition universelle de 1855.

Le Piano-melodium est un instrument de musique dont il n'existe qu'un exemplaire au monde.

## Histoire
Cet instrument géant fut commandé par Franz Liszt et construit sur ses données par la maison Alexandre et fils de Paris dans la première moitié du XIXe siècle.

## Caractéristiques
Combinaison de piano et d'orgue, le clavier-melodium est constitué de trois claviers, d'un pédalier, de seize registres et d'une tuyauterie reproduisant tous les instruments à vent. Il était le raccourci d'orchestre indispensable au compositeur éternellement avide de découvrir ou d'inventer de nouvelles compositions sonores.
La seule référence connue permettant de prouver l'existence de cet instrument est sa mention dans l'ouvrage
La vie de Franz Liszt par Guy de Pourtalès.
Le piano-orgue se trouve dans l'appartement du musée Franz Liszt à Budapest.